# Aya Zikken
Zwanij (Zwaantje) Zikken (Epe, 21 september 1919 – Norg, 22 maart 2013), zich later noemende Aya Zikken, was een Nederlands schrijfster.

## Levensloop
Zikken groeide tussen de twee wereldoorlogen op in Nederlands-Indië. Dit had in haar beste werk zijn weerslag, waarin zij het verdroomde van het Oosten verbindt met de zakelijkheid van Nederland, geïnspireerd door herinneringen aan haar jeugd. Dit contrast breidt zij uit tot de samenhangende tegenstelling droom en werkelijkheid, en ook jeugd en volwassenheid, en soms Zuid-Europa en Nederland. Het ging haar echter niet om die tegenstelling pur sang, maar om de onscheidbare samenhang: de droom is in het werkelijke leven van de hoofdpersonen voortdurend aanwezig, en zij zijn zich hiervan bewust. De synthese van al deze elementen is in De atlasvlinder (1958, heruitgave 1978) het beste geslaagd.
In 1975 werd de Marianne Philipsprijs aan haar toegekend.
Op 29 november 1997 ontving Aya Zikken de Anna Bijns Prijs voor haar oeuvre.
Op 22 maart 2013 is zij op 93-jarige leeftijd overleden, precies op de dag dat bij uitgeverij In de Knipscheer haar biografie Alles is voor even verscheen, geschreven door Kees Ruys.